# Дягилевский фестиваль
Дягилевский фестиваль — международный многожанровый фестиваль. Инициатор первого фестиваля — Пермский театр оперы и балета имени П. И. Чайковского. Проходит с 2003 года в Перми в конце июня — начале июля. Начинался в формате биеннале, с 2011 года стал ежегодным.
Программа фестиваля включает мировые премьеры оперных и балетных спектаклей, панораму выступлений трупп современного танца, художественные выставки, концерты симфонической, камерной, органной, джазовой музыки, ретроспективу художественных фильмов, фотовыставки. Важной составляющей фестиваля являются международный симпозиум «Дягилевские чтения», образовательная программа для студентов творческих вузов, премия для молодых критиков, пишущих о музыкальном театре и академической музыке «Резонанс», а также первый в культурной истории России конкурс на лучший продюсерский проект — Премия Дягилева.
Художественные руководители: Георгий Исаакян (2003—2011), Теодор Курентзис (c 2012 года).

## Премьеры

### 2013
- Российская премьера балета С. Прокофьева «Ромео и Джульетта» в хореографии Кеннета Макмиллана
- Мировая премьера В. Николаева «Сквозь разбитые стекла»